# 里见浩太朗

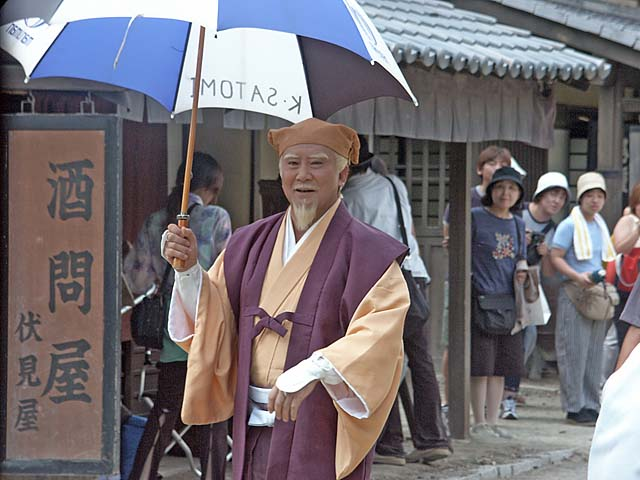
里见浩太朗

里见浩太朗（日语：／ Satomi Kōtarō，1936年11月28日—），原名佐野邦俊（日语： Sano Kunitoshi），男，日本演员。

## 生平
1936年出生于日本东京都，原名佐野邦俊，毕业于静冈县立富士宫北高等学校，1956年加入东映，同期生还有大川惠子、樱町弘子、大村文武等。1970年将艺名改为现在名字。参与主演过《水户黄门》、《胜者即是正义》、《特搜9》、《十三刺客》。

## 家庭
父亲是大日本帝国陆军宪兵，在里见出生8个月时七七事变爆发被临时任命出征，在山西平型关战役因手榴弹负伤阵亡。

## 作品

### 電視劇
- 大河劇（NHK）
  - 炎立 第一部 （1993年）：飾 安倍賴時 / 阿弖流為
  - 利家與松（2002年）：飾 上杉景勝
  - 龍馬傳（2010年）：飾 千葉定吉
  - 怎麼辦家康（2023年）：飾 登譽上人
  - 豈有此理〜蔦重繁華如夢故事〜（2025年）：飾 須原屋市兵衛